# Аркин, Эстер
Эстер Аркин (англ. Esther M. (Estie) Arkin; род. 1959) — израильско-американский математик и учёный-информатик, чьи исследовательские интересы включают исследование операций, вычислительную геометрию, комбинаторную оптимизацию, а также разработку и анализ алгоритмов. Она профессор прикладной математики и статистики в Университете штата Нью-Йорк в Стони Бруке. В Стони Бруке она также руководит программой бакалавриата по прикладной математике и статистике и является аффилированным преподавателем кафедры компьютерных наук.

## Образование и карьера
Аркин окончила Тель-Авивский университет в 1981 году. Она получила степень магистра в Стэнфордском университете в 1983 году и защитила докторскую диссертацию в Стэнфорде в 1986 году. Её докторская диссертация «Сложность задач цикла и пути в графах» была написана под руководством Христоса Пападимитриу. Поработав приглашенным профессором в Корнеллском университете, она пришла на кафедру в Стоуни-Брук в 1991 году.

## Избранные публикации
- Arkin, Esther M.; Silverberg, Ellen B. (September 1987), Scheduling jobs with fixed start and end times, Discrete Applied Mathematics, 18 (1): 1–8, doi:10.1016/0166-218X(87)90037-0, MR 0905173
- Arkin, Esther; Joneja, Dev; Roundy, Robin (April 1989), Computational complexity of uncapacitated multi-echelon production planning problems, Operations Research Letters, 8 (2): 61–66, doi:10.1016/0167-6377(89)90001-1
- Arkin, E. M.; Chew, L. P.; Huttenlocher, D. P.; Kedem, K.; Mitchell, J. S. B. (March 1991), An efficiently computable metric for comparing polygonal shapes, IEEE Transactions on Pattern Analysis and Machine Intelligence, 13 (3): 209–216, doi:10.1109/34.75509, hdl:1813/8729
- Arkin, Esther M.; Hassin, Refael (December 1994), Approximation algorithms for the geometric covering salesman problem, Discrete Applied Mathematics, 55 (3): 197–218, doi:10.1016/0166-218X(94)90008-6, MR 1308878
- Arkin, Esther M.; Fekete, Sándor P.; Mitchell, Joseph S. B. (October 2000), Approximation algorithms for lawn mowing and milling, Computational Geometry: Theory and Applications, 17 (1–2): 25–50, doi:10.1016/S0925-7721(00)00015-8, MR 1794471
- Arkin, Esther M.; Bender, Michael A.; Demaine, Erik D.; Fekete, Sándor P.; Mitchell, Joseph S. B.; Sethia, Saurabh (January 2005), Optimal covering tours with turn costs, SIAM Journal on Computing, 35 (3): 531–566, arXiv:cs/0309014, doi:10.1137/S0097539703434267, MR 2201447